# Bataille de Montmirail
Sixième Coalition
Batailles
Campagne de Russie (1812)
- Liste des batailles
- Mir
- Moguilev
- Ostrovno
- Vitebsk
- Kliastitsy
- Smolensk
- 1re Polotsk
- Valoutina Gora
- Moskova
- Moscou
- Winkowo
- 2e Polotsk
- Maloïaroslavets
- Gorodnia
- Czaśniki
- Viazma
- Smoliani
- Krasnoï
- Bérézina

Campagne d'Allemagne (1813)
- Dantzig
- Lunebourg
- Möckern
- Lützen
- Bautzen
- Reichenbach
- Haynau
- Luckau
- Hoyerswerda
- Lauenbourg
- Goldberg
- Gross Beeren
- Katzbach
- Dresde
- Kulm
- Dennewitz
- Peterswalde
- Liebertwolkwitz
- Leipzig
- Hanau
- Sehested
- Torgau
- Hambourg

Campagne de France (1814)
- Sainte-Croix-en-Plaine
- Besançon
- Mayence
- Metz
- Saint-Avold
- 1re Saint-Dizier
- Brienne
- La Rothière
- Campagne des Six-Jours (Champaubert
- Montmirail
- Château-Thierry
- Vauchamps)
- Mormant
- Montereau
- Bar-sur-Aube
- Saint-Julien
- Laubressel
- Berry-au-Bac
- Craonne
- Coutures
- Laon
- Soissons
- Mâcon
- Reims
- Saint-Georges-de-Reneins
- Limonest
- Arcis-sur-Aube
- Fère-Champenoise
- 2e Saint-Dizier
- Meaux
- Claye
- Villeparisis
- Paris

- Feistritz
- Caldiero (en)
- Trieste
- Mincio

- Hoogstraten (de)
- Anvers
- Berg-op-Zoom
- Courtrai

La bataille de Montmirail se déroule le 11 février 1814 lors de la campagne de France. Elle oppose l'armée française de Napoléon Ier aux troupes russes du général Osten-Sacken et prussiennes du général Ludwig Yorck von Wartenburg. L'affrontement se solde par une victoire française.

## Contexte

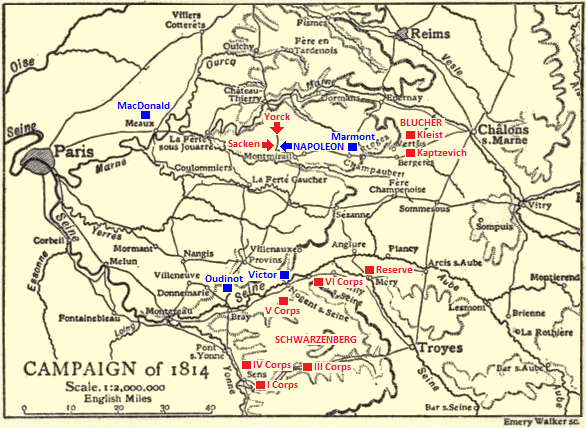
Les positions du 11 février 1814.

Vaincue lors de la bataille de Leipzig en octobre 1813 et contrainte à la retraite vers le Rhin, l'armée de Napoléon 1er doit faire face aux 400 000 soldats des armées coalisées qui convergent vers la France. Malgré un hiver rigoureux, les armées coalisées russes, prussiennes, suédoises et autrichiennes pénètrent en France à partir de la fin décembre.
Après avoir détruit complètement le corps russe du général Olsoufiev à Champaubert, Napoléon choisit de se retourner contre les troupes russo-prussiennes d'Osten-Sacken et de York.

## Forces en présence

### Du côté français

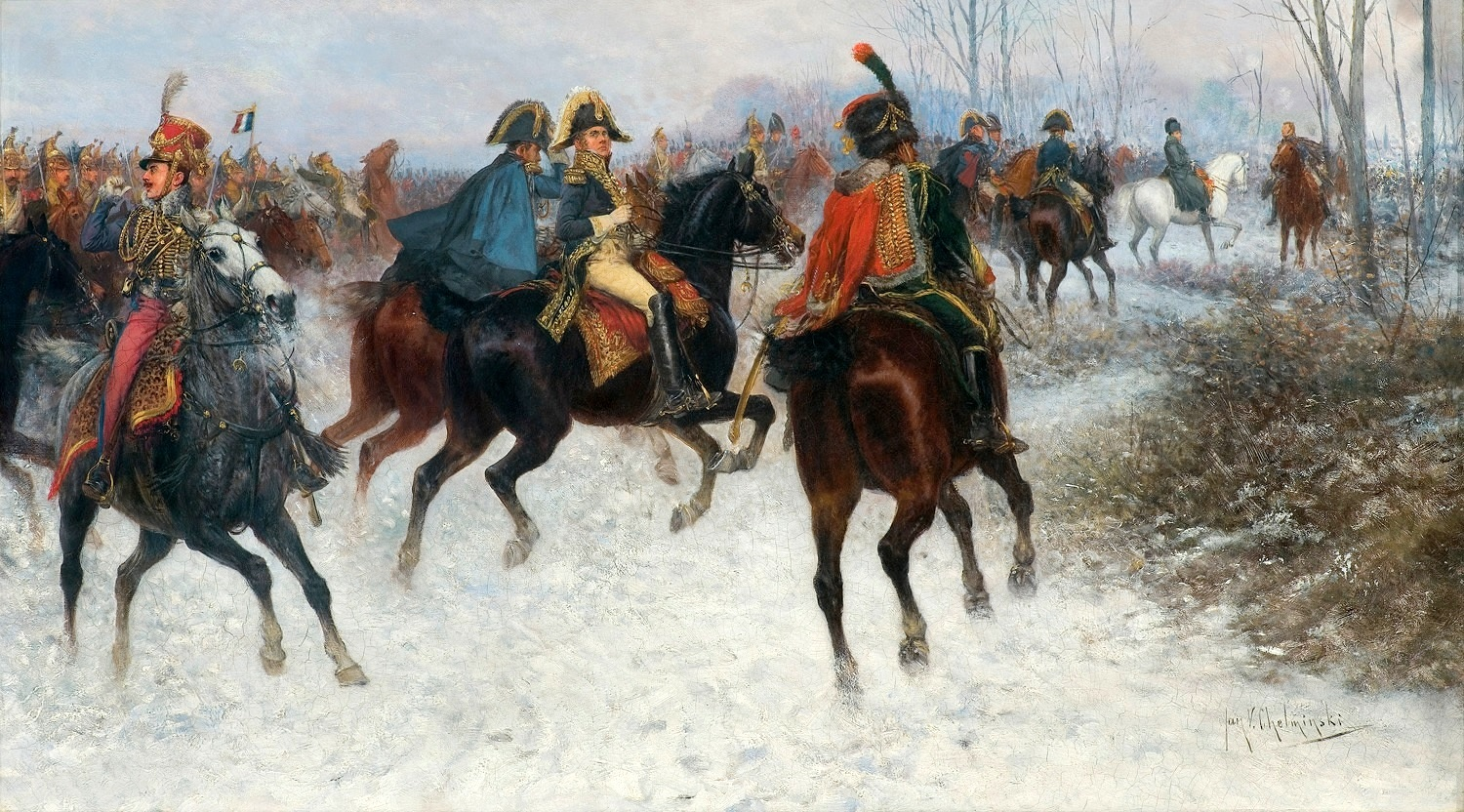
Napoléon par Jan Chełmiński.

Napoléon dispose d'environ 16 000 hommes répartis de la manière suivante : 
- 1re division (6e corps) de Ricard
- 1re division (Vieille Garde) de Friant
- Division Michel (Vieille Garde) appartenant au corps d'armée de Mortier
- Division de cavalerie Defrance (gardes d'honneur) appartenant au corps d'armée de Mortier
- Cavalerie de la Garde impériale commandée par Nansouty et Laferrière-Lévesque (grenadiers à cheval, dragons, mamelouks, chevau-légers lanciers polonais et gardes d'honneur)
- 36 canons

Les deux divisions de la Jeune Garde commandées par le maréchal Ney ne participeront pas à la bataille.
Les troupes françaises sont surtout composées de jeunes soldats inexpérimentés et mal équipés, les « Marie-Louise » – conscrits levés en 1813.

### Du côté allié

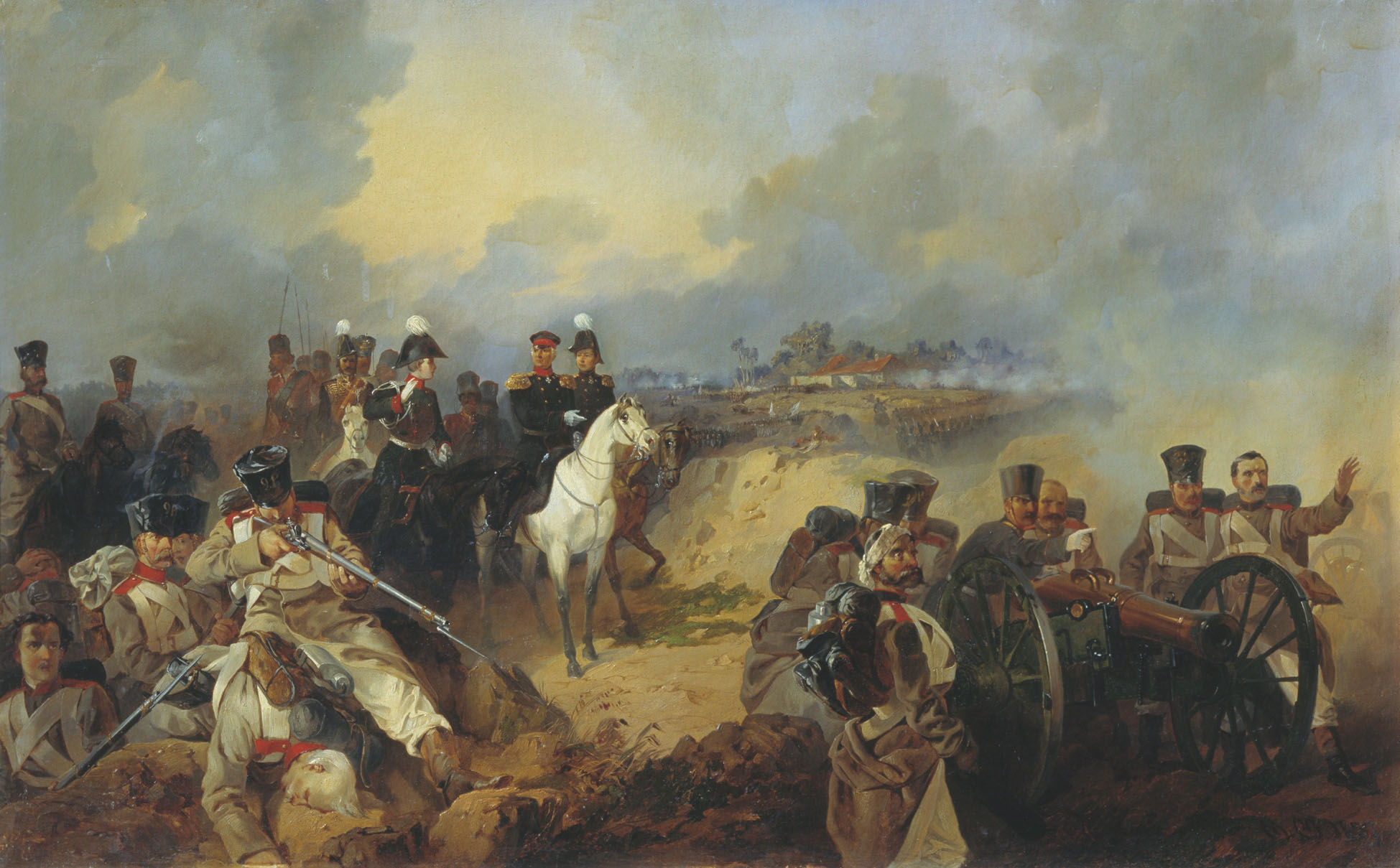
Von Osten-Sacken par Mikhaïl Mikechine.

Pour Osten-Sacken (Armée russe) :
- 2e corps d'infanterie
- 6e corps d'infanterie
- 60 canons

Pour York (Armée prussienne) :
- 1er corps de l'armée de Silésie
- 44 canons

Soit environ 30 000 hommes et 104 canons.

## La bataille

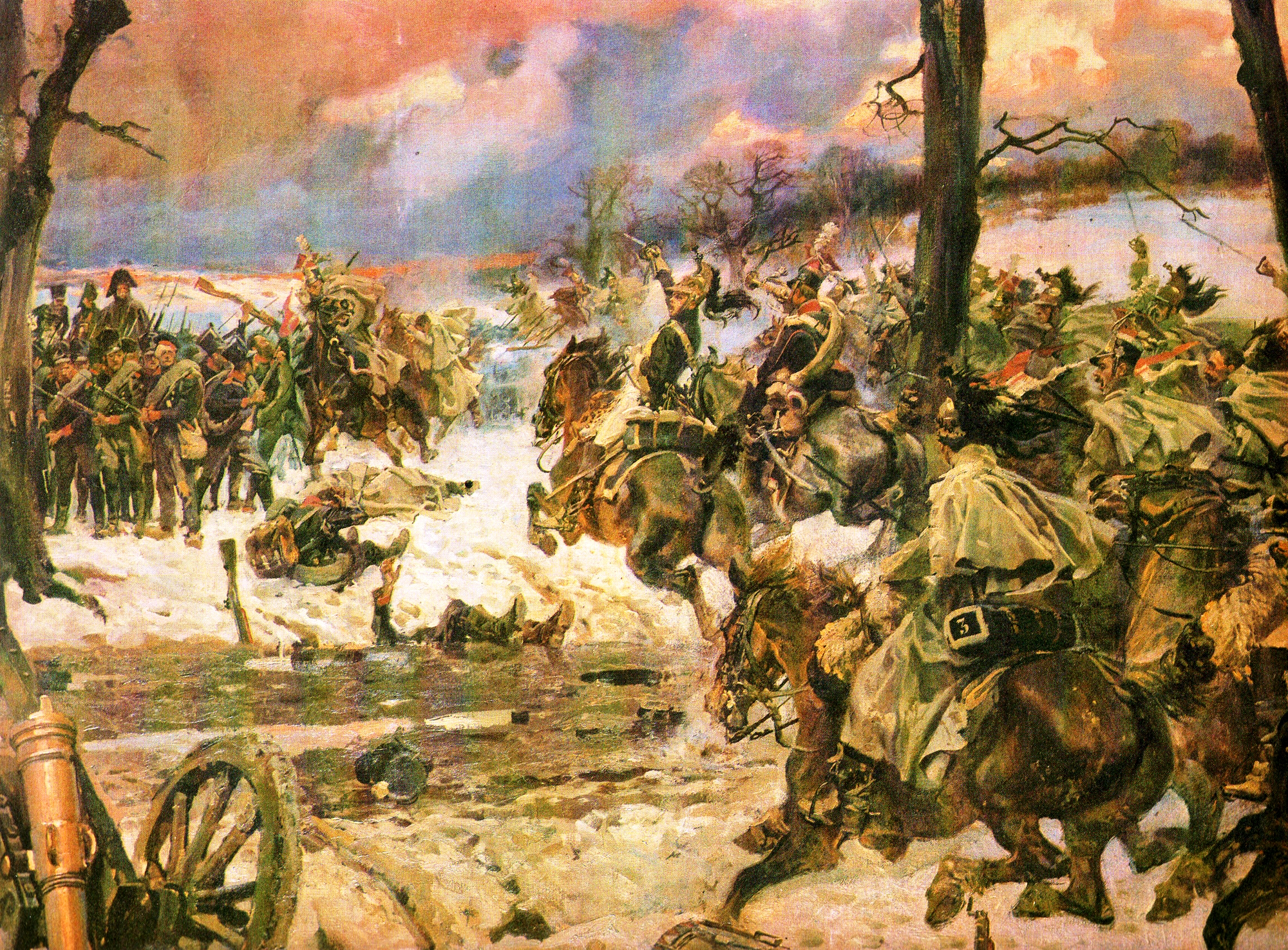
La cavalerie de la Garde se jette sur les carrés russes (peinture de Wojciech Kossak).

Napoléon arrive à huit heures du matin à Montmirail, précédé par les cavaliers de Nansouty et accompagnés par quelques escadrons de la Garde et par une partie de la division Ricard. Face à la supériorité numérique de l'adversaire, l'Empereur décide d'attendre l'arrivée des troupes encore en arrière avant de débuter l'attaque.
À dix heures, la Vieille Garde et le reste de la division Ricard se présentent à Montmirail. Cependant, vers midi, les Russes attaquent et occupent Marchais. Napoléon envoie Ricard reprendre le village. Ce dernier réussit à s'en emparer mais est repoussé à la suite d'une contre-attaque. Les Français perdent et reprennent le village cinq fois de suite. La Vieille Garde de Friant, envoyée à son secours, menace d'être submergée par la masse ennemie. En milieu d'après-midi, alors que la bataille fait rage, l'arrivée du maréchal Mortier avec la division Michel de la Vieille Garde et la cavalerie de Defrance décide l'Empereur à lancer la cavalerie de la Garde sur les Russes, et il fait parvenir aux dragons de la Vieille Garde l'ordre de charger.
Le général Dautancourt, qui les commande, emprunte avec ses cavaliers la route de Fontenelle, passe à côté de la ferme des Gréneaux et traverse les lignes russes placées au milieu du chemin. Les fantassins d'Osten-Sacken, surpris par la rapidité de l'attaque, se replient pour la plupart en désordre dans les bois à proximité. À ce moment, le flanc droit des Russes est coupé de leur centre. Dautancourt rallie ses dragons et les relance à la poursuite des fuyards, qui s'échappent en direction du bois Jean, près de Courmont. Les cavaliers français les y rattrapent et les taillent en pièces ; Dautancourt note que « les dragons, qui ne donnaient que des coups de pointe, en firent dans cet endroit une véritable boucherie. ». Entretemps, l'infanterie française refoule les Russes au-delà de Marchais, et les Prussiens de Yorck, arrivés tardivement sur le champ de bataille, ne peuvent empêcher la victoire française. À la fin de la journée, les dragons de la Vieille Garde ont perdu six tués et autant de blessés. De leur côté, les dragons de Letort de Lorville, formés en colonnes par pelotons, chargent sur la route de Viels-Maisons et enfoncent trois carrés d'infanterie. Ils galopent ensuite sur Épernay, sabrent les fuyards et font à cette occasion de nombreux prisonniers. Letort de Lorville est nommé général de division sur le champ de bataille le jour même.
Cependant, York, qui arrive à Montmirail, ordonne l'offensive pour stopper les Français dans leur progression, mais il subit de lourdes pertes à la suite de la contre-attaque de Michel appuyée par la cavalerie. À la nuit, les Prussiens se retirent après avoir perdu un millier des leurs.

## Conséquences

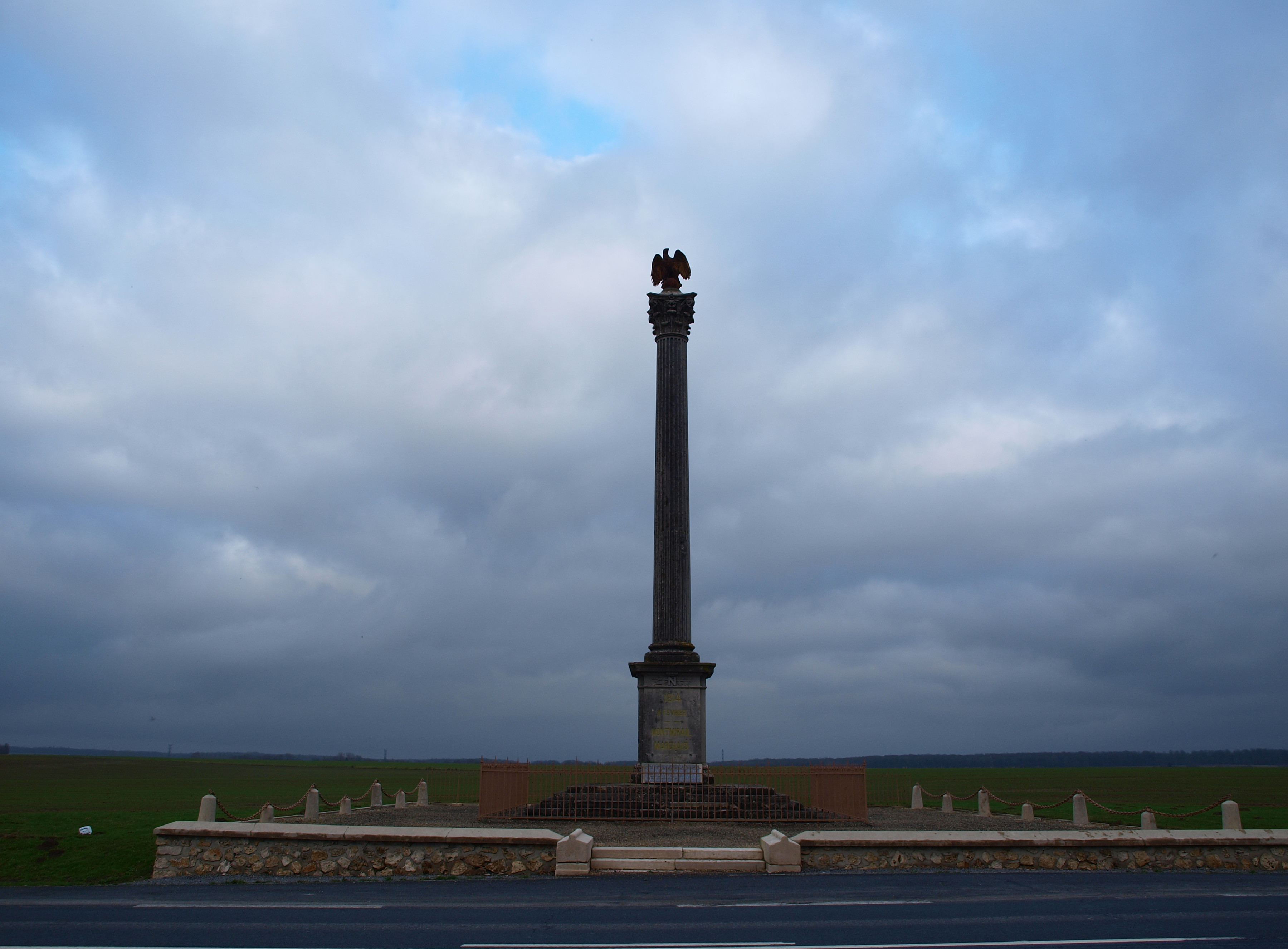
Vue de la colonne.

Au lendemain de la bataille de Champaubert, avec la victoire de Montmirail, Napoléon porte un coup très dur à l'armée de Silésie de Blücher, en infligeant une nouvelle humiliation aux Prussiens et aux Russes pourtant deux fois plus nombreux. Les pertes subies ce jour-là par Osten-Sacken et Yorck sont importantes. Le succès français sème la discorde entre les alliés.
Mais les effets de la victoire de Montmirail demeurent cependant limités par l'inaction de MacDonald et ne portent pas un coup décisif à Blücher.

## Souvenir de Louis-Philippe
Louis-Philippe alors duc d'Orléans, avait combattu avec les armées de la République française à Jemappes et à Valmy. Devenu roi, il tient à démontrer ses sympathies républicaines et commande à Horace Vernet quatre grands tableaux de bataille qui montrent les victoires françaises lors des guerres révolutionnaires et napoléoniennes. Ces tableaux célébrant la gloire militaire française et celle du roi, ont été accrochées au Palais-Royal. Achevés en cinq ans, ils représentent la bataille de Jemappes (1821), la bataille de Montmirail (1822), la bataille de Hanau (1824) et la bataille de Valmy (1826). Endommagés par un incendie lors de la révolution de 1848, ils ont été restaurés par Vernet lui-même. Ils sont conservés aujourd'hui à la National Gallery à Londres.

## Aujourd'hui
Un monument en forme de colonne, la colonne commémorative de Montmirail commémorant cette bataille, mais aussi les autres victoires françaises de février 1814, est situé sur le bord de la route de Paris. Une table d'orientation dans Marchais-en-Brie, une commémoration pour le bicentenaire de la bataille a eu lieu.

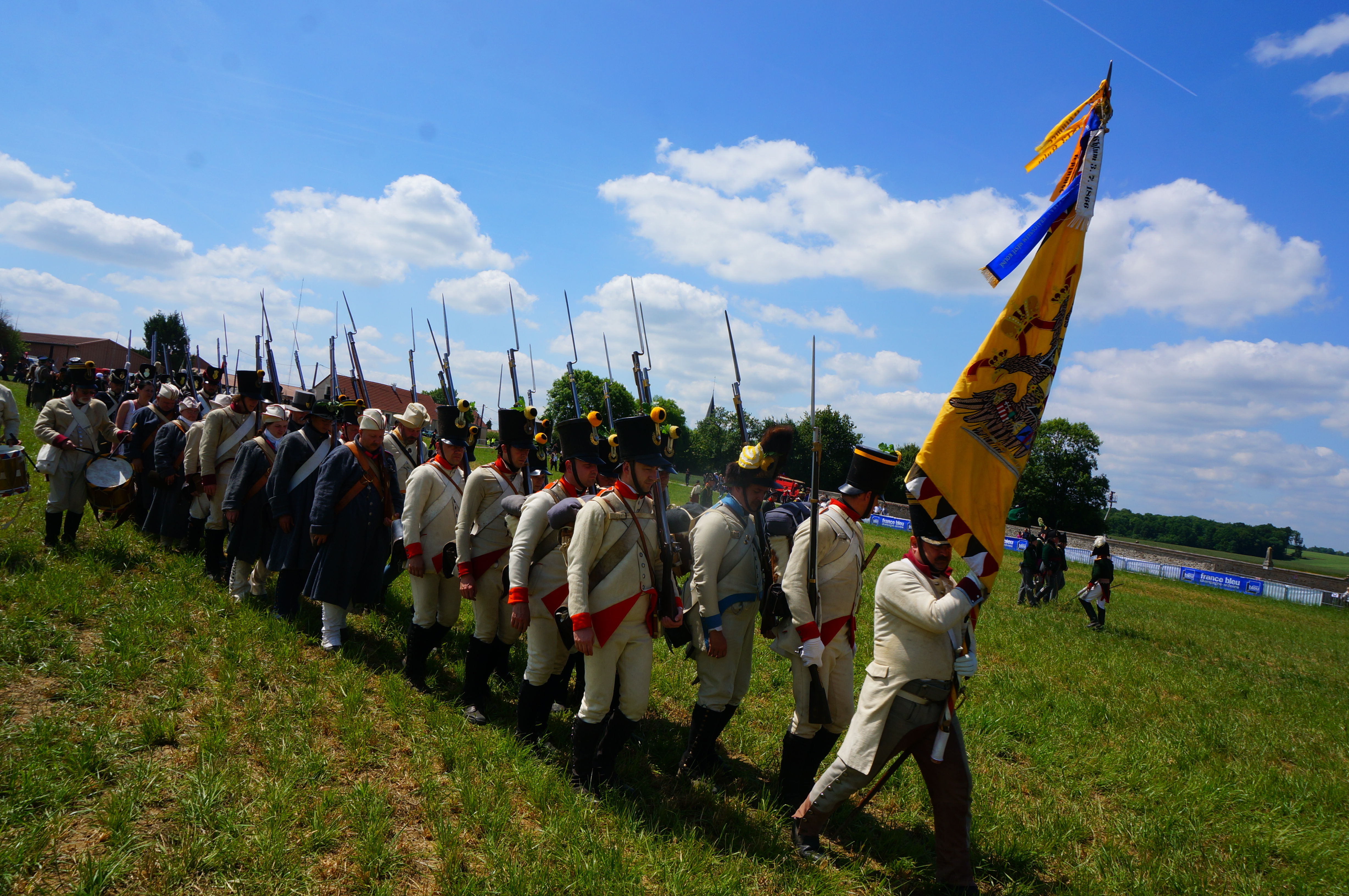
Infanterie des Alliés.
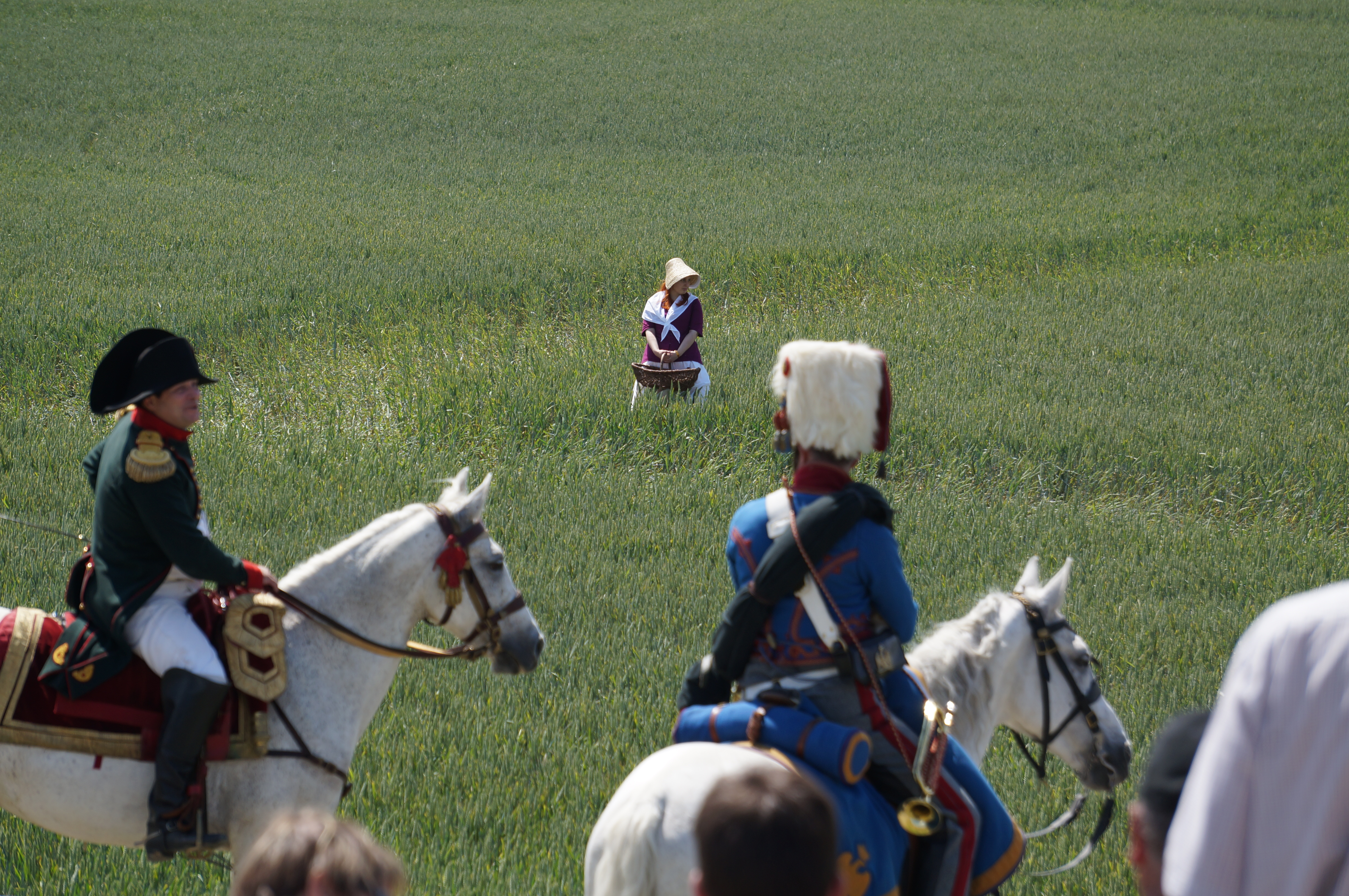
Napoléon sur le champ de bataille.
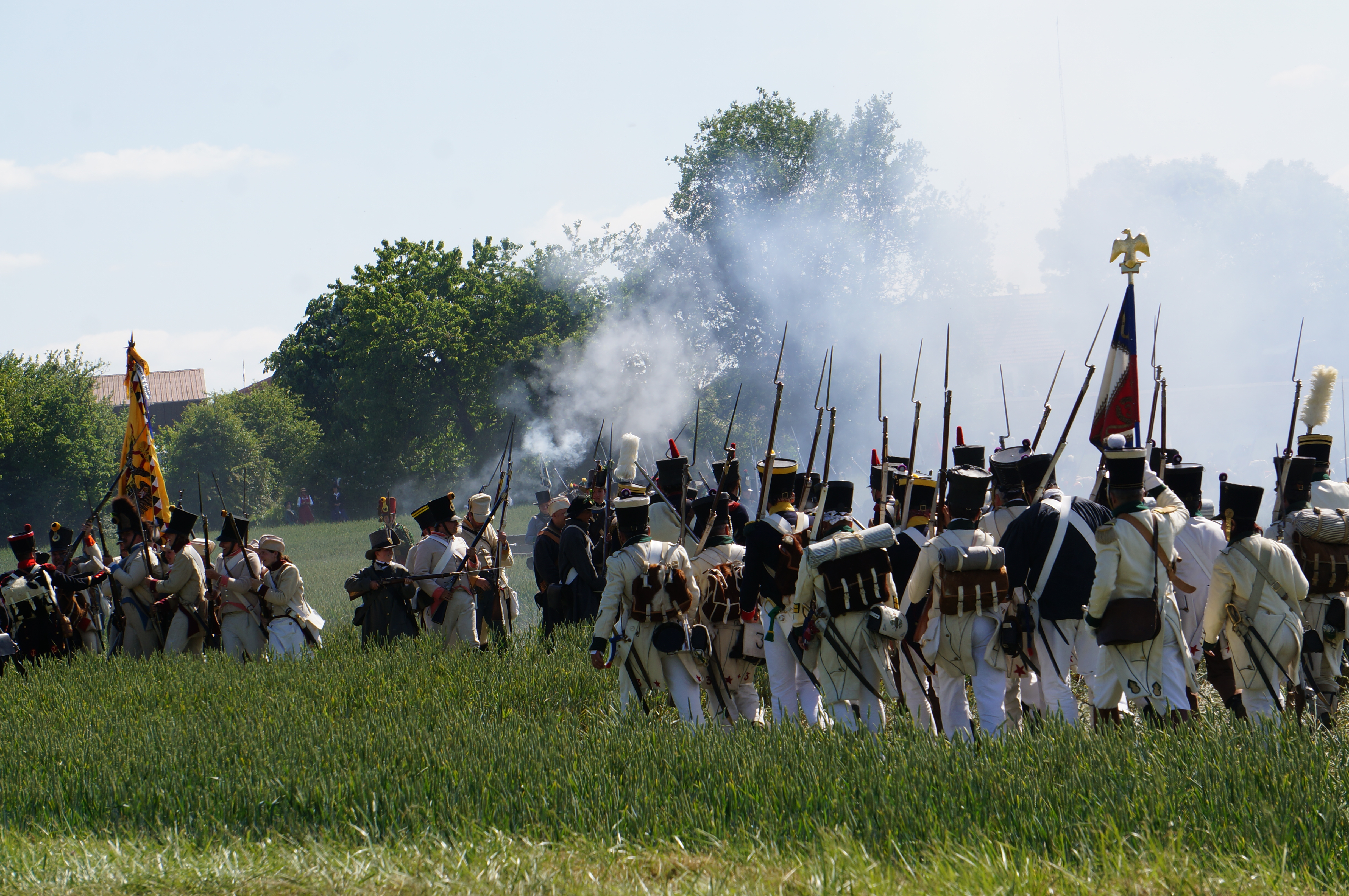
Attaque de cavalerie alliée sur les canons français.
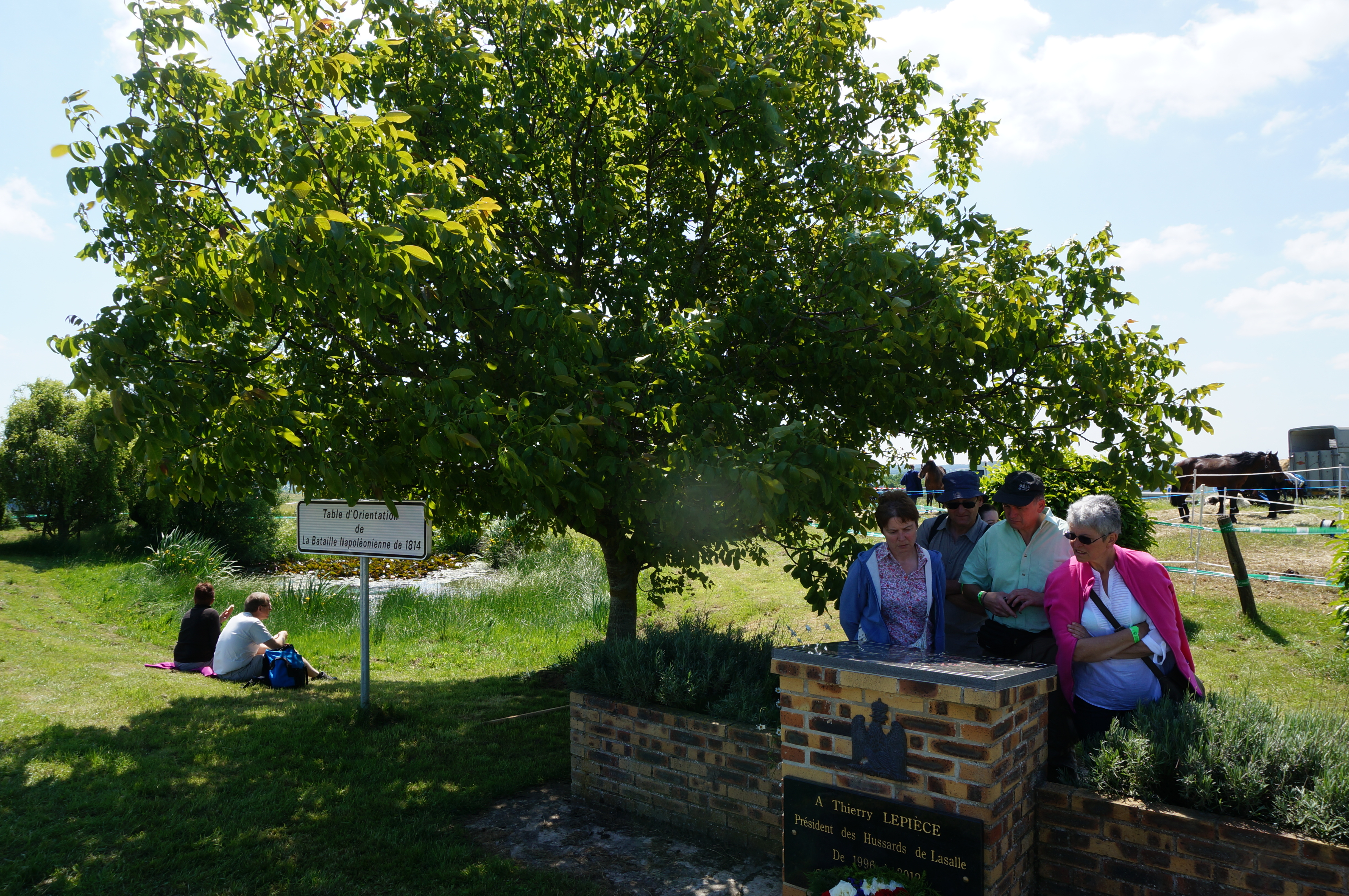
Table d'orientation pour la campagne des Six Jours.